# David Gómez Muñoz
David Gómez Muñoz (nacido en Madrid 4 marzo en 1989) es un entrenador español de baloncesto. Actualmente es entrenador principal del Toyama Grouses de la B.League japonesa.

## Trayectoria
Es licenciado en periodismo por la Universidad Complutense de Madrid y comenzó su carrera de entrenador con apenas 19 años en clubs de baloncesto de formación de Madrid en la que estuvo durante varias temporadas como el Colegio Maristas San José del Parque, además de ser asistente de Eurocolegio Casvi en Liga EBA y CB Alcalá en la Primera Nacional. 
En 2015, David empezaría su trayectoria de entrenador profesional e internacional, ya que se marcharía a Venezuela para ser entrenador asistente de Luis Guil en Bucaneros de La Guaira de la Liga Profesional de Baloncesto de Venezuela. 
En la temporada 2015-2016, se marcharía a Dinamarca para ser entrenador asistente de Rafael Monclova en las filas del Hørsholm 79ers.
En septiembre de 2016, se convierte en entrenador principal de La Salle de Tarija de la Liga Boliviana de Básquetbol.
En verano de 2017, regresa a España para ser entrenador asistente de Jenaro Díaz en las filas del Club Baloncesto Clavijo de la Liga LEB Oro. Tras no conseguir mantener la categoría con el conjunto riojano abandonaría el club.
Durante la temporada 2018-19, llegaría a Alemania para ser entrenador del equipo sub-19 del Artland Dragons y ser asistente del técnico alemán Florian Hartenstein en el primer equipo que competiría en la ProA, la segunda categoría del baloncesto alemán.
En la temporada 2019-20, sería asistente del técnico estadounidense Pete Strobl en el Basketball Löwen Braunschweig de la Basketball Bundesliga, la primera categoría del baloncesto alemán.
En julio de 2020, se compromete con el Club Baloncesto Peñas Huesca de la Liga LEB Oro. En enero de 2021, sería destituido tras los malos resultados, debidos en gran medida a numerosos cambios de jugadores y lesiones, que le llevarían al Levitec Huesca a ocupar el penúltimo puesto del grupo B.
El 15 de julio de 2021, firma como entrenador asistente del Bakken Bears de la Basketligaen danesa con quiénes se proclama campeón de la Basketligaen así como campeón de la copa danesa.
En verano de 2022, aterriza en Japón para ser entrenador asistente de Shiga Lakestars de la primera división de la B.League junto a su amigo Luis Guil, quien es cesado en el mes de diciembre, ocupando su puesto Takayuki Yasuda, que lejos de mejorar es apartado de su puesto a final de enero de 2023, tomando el cargo de entrenador jefe David Gómez que rompe con una racha negativa de 18 derrotas consecutivas, finalizando con buenas sensaciones aunque siendo insuficiente para salvar la categoría.
Su buen hacer, le permite renovar para la temporada 23/24 con Shiga Lakestars como primer entrenador, compitiendo en la segunda división de la B.League realizando una temporada de ensueño, acabando en el segundo puesto en la liga regular, y logrando el ascenso a la primera división en los playoffs, donde finaliza como campeón, convirtiéndose en el entrenador más joven extranjero en lograr ganar un campeonato en Japón.
A pesar del ascenso de categoría, el 26 de julio de 2024 formaliza un acuerdo como entrenador jefe con Toyama Grouses, repitiendo participación en la segunda división de la B.League, continuando así por tercer curso en el país nipón. A pesar de no tener uno de los 2 presupuestos más altos, finaliza en tercera posición en liga regular, logrando de nuevo en playoffs el mismo hito del pasado curso, un nuevo ascenso y otro nuevo campeonato tras no celebrarse el tercer partido de la final donde el balance era de 1-1, siendo el primer entrenador que logra 2 campeonatos seguidos en la segunda división de la B.League.

## Palmarés
- Campeón Basketligaen 2021/2022
- Campeón Copa Dinamarca 2021/2022
- Campeón B.League B2 temporadas 2023/2024 y 2024/2025